# Dromicodryas
Dromicodryas is een geslacht van slangen uit de familie Pseudoxyrhophiidae.

## Naam en indeling
De wetenschappelijke naam van de groep werd voor het eerst voorgesteld door George Albert Boulenger in 1893. Er zijn twee soorten die beide werden beschreven door André Marie Constant Duméril, Gabriel Bibron en Auguste Duméril in 1854. De slangen werden eerder aan andere geslachten toegekend, zoals Herpetodryas en Liopholidophis.

## Uiterlijke kenmerken
De kop is duidelijk te onderscheiden van het lichaam door de aanwezigheid van een duidelijke insnoering. De ogen hebben een ronde pupil.

## Levenswijze
De slangen zijn overdag actief en zijn bodembewonend. De vrouwtjes zetten eieren af.

## Verspreiding en habitat
De slangen komen voor in delen van Afrika en leven endemisch op Madagaskar. De habitat bestaat uit droge tropische en subtropische bossen, vochtige tropische en subtropische laaglandbossen, scrublands, graslanden en draslanden. Ook in door de mens aangepaste streken zoals aangetaste bossen, plantages, akkers en weilanden kunnen de dieren worden aangetroffen.

## Beschermingsstatus
Door de internationale natuurbeschermingsorganisatie IUCN is aan beide soorten een beschermingsstatus toegewezen. De slangen worden beschouwd als 'veilig' (Least Concern of LC).

## Soorten
Het geslacht omvat de volgende soorten, met de auteur en het verspreidingsgebied.
| Naam                        | Auteur                            | Verspreidingsgebied           | Beschermingsstatus |
| --------------------------- | --------------------------------- | ----------------------------- | ------------------ |
| Dromicodryas bernieri       | (Duméril, Bibron & Duméril, 1854) | Madagaskar, inclusief Nosy Be |                    |
| Dromicodryas quadrilineatus | (Duméril, Bibron & Duméril, 1854) | Madagaskar, inclusief Nosy Be |                    |